# Methanospirillum
En taxonomía, Methanospirillum es el único género de organismos microbiales dentro de la familia Methanospirillaceae. Todas las especies son arqueas metanógenas. Las células poseen forma de barra, y forman filamentos.  Por lo más, producen energía de la reducción de dióxido de carbono con hidrógeno, pero unas especies también pueden usar formato como sustrato.  Son Gram-negativas y se mueven por flagelos a los dos lados de la célula. Son estrictamente anaerobias, y se encuentran en los suelos de los humedales y sistemas de tratamiento de residuos anaeróbicos.

## Otras lecturas

### Revistas científicas
- Ferry JG; Smith PH; Wolfe RS (1974). «Methanospirillum, a new genus of methanogenic bacteria, and characterization of Methanospirillum hungatii sp. nov». Int. J. Syst. Bacteriol. 24 (4): 465-469. doi:10.1099/00207713-24-4-465.
- Rowe, A. R.; Lazar, B. J.; Morris, R. M.; Richardson, R. E. (5 de septiembre de 2008). «Characterization of the Community Structure of a Dechlorinating Mixed Culture and Comparisons of Gene Expression in Planktonic and Biofloc-Associated "Dehalococcoides" and Methanospirillum Species». Applied and Environmental Microbiology 74 (21): 6709-6719. doi:10.1128/AEM.00445-08.
- Rowe, Annette; Mansfeldt, Cresten; Heavner, Gretchen; Richardson, Ruth (1 de enero de 2013). «Methanospirillum Respiratory mRNA Biomarkers Correlate with Hydrogenotrophic Methanogenesis Rate during Growth and Competition for Hydrogen in an Organochlorine-Respiring Mixed Culture». Environmental Science & Technology 47 (1): 372-381. doi:10.1021/es303061y.
- Zhou, Liguang; Liu, Xiaoli; Dong, Xiuzhu (febrero de 2014). «Methanospirillum psychrodurum sp. nov., isolated from wetland soil». International Journal of Systematic and Evolutionary Microbiology 64 (Part 2): 638. doi:10.1099/ijs.0.057299-0.

### Libros científicos
- Boone DR; Whitman WB; Koga Y (2001). «Family III. Methanospirillaceae fam. nov.».  En DR Boone; RW Castenholz, eds. Bergey's Manual of Systematic Bacteriology Volume 1: The Archaea and the deeply branching and phototrophic Bacteria (2nd edición). New York: Springer Verlag. ISBN 978-0-387-98771-2.

### Bases de datos científicos
- PubMed
- PubMed Central
- Google Scholar